# Stolnica v Churu
Stolnica v Churu, sicer stolnica Marijinega vnebovzetja (nemško Kathedrale St. Mariä Himmelfahrt), je katoliška stolnica škofije Chur v Švici. Ob cerkvi je škofovska palača. Stolnica trdi, da so bile v bližini relikvije sv. Lucija Britskega, ki naj bi bil umrl mučeniške smrti v poznem 2. stoletju. V času švicarske reformacije je bilo katoliško prebivalstvo mesta omejeno na geto, zaprt okoli škofovskega dvora poleg stolnice. Objekt je na seznamu švicarske dediščine nacionalnega pomena.
Prva stavba na tem mestu je verjetno iz prve polovice 5. stoletja. Drugo cerkev je zgradil škof Tello nekaj časa pred svojo smrtjo leta 773. Sedanja stavba je bila zgrajena med letoma 1154 in 1270. Leta 1272 je bila posvečena vnebovzetju Blažene Device Marije. Okroglo ločno okno vzdolž sredinske osi je največje srednjeveško okno v Graubündnu. Poznogotski veliki oltar je leta 1492 dokončal Jakob Russ.
Stolnica je bila prenovljena med letoma 2001 in 2007.

## Zgodovina
Škofija Chur je bila ustanovljena v 4. stoletju na ozemlju Churrätiena. Škof škofije Chur je bil prvič omenjen v dokumentu leta 451/452. Predvidevamo lahko, da je bila prva stolnica zgrajena okoli leta 450. Škofija, prvotno podrejena Milanu, je bila leta 831 dodana nadškofiji Mainz, pod katero je ostala do leta 1803.
Churskim škofom je kmalu uspelo utrditi svojo fevdalno moč. Od 12. stoletja so imeli rang cesarskega kneza (Reichsfürsten). V času reformacije okoli leta 1524 je škofovski dvor postal denominacijska in politična enklava. Ta posebni položaj je ohranila kot izključno škofovsko ozemlje, neodvisno od mesta, vse do kantonalne ustave 1854. Šele leta 1854 je bil možen prihod katoliških državljanov in od takrat je stolnica služila tudi kot ljudska cerkev. Stolna župnija Chur je bila ustanovljena leta 1880.

## Gradnja
Sedanja stavba stolnice je bila zgrajena med letoma 1150 in 1272 kot poznoromanska bazilika, odločitev o gradnji nove pa je bila sprejeta v času škofa Adalgotta (1151–1160). Glede na stanje raziskav se je gradnja začela z vzhoda in se raztezala na več etap, v katerih je del za delom prejšnja stavba odstopila prostor novi stavbi. Po približno 120 letih gradnje je bila dokončana stolnica posvečena 19. junija 1272.
Leta 1828/1829 je zaradi požara 13. maja 1811 stolnica dobila sedanji stolp z ukrivljeno kupolo, ki je bil obnovljen na temeljih prejšnjega stolpa, zgrajenega okoli leta 1500.
Stolnica se dviga kot utrjena cerkev s škofovsko palačo in poslopji kanonikov kot cerkveno okrožje na skalnati terasi nad starim mestom Chur. Med arheološkimi izkopavanji so na tej lokaciji našli sledi poznorimske utrdbe iz 4. stoletja in domnevajo, da so Rimljani edinstveno lego skalnatega rta uporabljali kot sedež vodstva province Retija.

### Zunanjost
Struktura stolnice, ki je od zunaj videti preprosta, je kubično zaprta. Glavni portal sredi zahodne fasade je bil zgrajen okoli leta 1250; na atiških podstavkih ga uokvirja dvanajst vitkih stebrov. V timpanonu je mreža iz leta 1730, ki prikazuje Marijo, obkroženo z obema škofijskima zavetnikoma Lucijem in Florinom. Zgoraj je veliko romansko zahodno okno.
Privlačna skulptura leva na zunanjem severovzhodnem vogalu kora je iz začetka 13. stoletja. Na zunanji vzhodni steni kora nad visokim romanskim obokanim oknom najdemo fragment Križanja iz prve tretjine 14. stoletja.

### Notranjost
Ladja poznoromanske bazilike je razdeljena na tri velike, skoraj kvadratne obočne pole. Povišan kor ima enako širino kot osrednja ladja in je dostopen po stranskih stopnicah. Pod korom je dvodelna kripta. Družinske grobnice plemiških ministerialnih družin (von Juvalt, von Castelmur in drugi) so bile v kripti. Friien von Juvalt je imel svoj (zdaj izginuli) oltar Corporis Christi v kripti na njegovi desni strani, na steni, z grbom Juvaltische, odstranjenim okoli leta 1617. Dve stranski ladji sta ob glavni ladji, Lavrentijeva kapela se prilega južni stranski ladji na vzhodu. Dvonadstropna zakristija ji sledi vzhodneje.
Pri pogledu na tloris je opazna močna asimetrija, ki je morda posledica težkih topografskih razmer, lahko pa je tudi teološko razložljiva: kor, ki se upogiba proti severu, bi lahko v celotnem kontekstu simboliziral nagnjeno Kristusovo glavo na tlorisa križa. Arhitektura stolnice vsebuje množico posameznih rešitev, ki vodijo do posebnega prostorskega vtisa.

### Obnova
Popolna prenova je potekala med letoma 1921 in 1926. Od leta 2001 do 2007 je bila stolnica temeljito obnovljena. Ta obnova se je osredotočila na ohranjanje gradbene strukture, ki je zrasla skozi stoletja. Po sedmih letih načrtovanja in gradnje arhitektov Rudolfa Fontane in Gionija Signorella je bila stavba posvečena 7. oktobra 2007 kot del bogoslužja pod vodstvom škofa emerita Amédéeja Graba in v prisotnosti škofijskega škofa Vitusa Huonderja in simbolično župnije ter izročeno javnosti. Proračun za obnovitvena dela v višini 22 milijonov frankov so zbrali s prispevki zvezne vlade, kantonov in cerkvenih organov ter donacijami zasebnikov in podjetij.

## Oprema
Kapiteli na poznogotskem portalu in izrezljani visoki oltar (dokončan leta 1492) Jakoba Russa, zakramentna hiša in freska waltensburškega mojstra so iz pozne gotike. Kapela svetega Lovrenca ima mrežasti obok iz leta 1467.

### Longobardske reliefne plošče (8. stoletje)
Najstarejša ohranjena skulptura v stolnici verjetno izhaja iz prejšnje stavbe, tako imenovane Tellove stolnice. Obstajajo reliefne plošče iz belega laasserskega marmorja. Izhajajo iz 8. stoletja in veljajo za mojstrovino langobardskega kiparstva. Prikazujejo pletene okraske z živalmi (levi in drugimi) ali spiralne vitice z listi in grozdjem. Danes so plošče oblečene v menzo Laurencijevega oltarja iz leta 1545.

### Romanski kapiteli
Med gradnjo stolnice so nastali romanski stebri. Uporabljene oblike prikazujejo različne stopnje razvoja: od romanske kocke v kripti do zgodnjega gotskega kapitela na glavnem portalu. Vrhunec so figurice z velikimi črkami v koru in v vzhodni ladji, mojstrovine langobardskih kamnosekov, katerih imena niso znana.

### Apostolski stebri
Štirje apostolski stebri spadajo med najodličnejše skulpture srednjega veka. Skupaj z levjim jezdecem v kripti in obema levoma varuhom na vhodu kora verjetno prihajata iz korni pregradi podobne zgradbe nad križnim oltarjem (okoli leta 1220). Apostolski stebri so danes na vhodu v kripto, njihov mojster ni znan po imenu.

### Poznogotski tabernakelj
Kot poznogotska mojstrovina je tabernakelj eno najpomembnejših del te zvrsti v Švici. Občutljivo umetniško delo nosi leto 1484 in grb škofa Ortlieba von Brandisa (1458–1491). Delo je pripisano kamnoseškemu mojstru Clausu von Feldkirchu.

### Gotske stenske poslikave
Pomemben gotski ciklus slik, sestavljen iz več plasti barve, je v zahodni obočni poli severne ladje. Starejši del slik iz okoli 1330–40 je pripisan waltensburškemu mojstru. Kristusovo križanje je središče obokanega polja, levo od katerega je redek motiv Device Marije. V zgornji četrtini so ohranjeni le fragmenti fresk, ki jih je tam mogoče videti le kot predhodne risbe. Cikel slik na spodnjem levem robu obokanega polja je manj dodelan in verjetno prihaja od mojstra Rhäzünsa (prelom iz 15. stoletja). Zgornji fragment, Poslednja sodba, prihaja iz obdobja po reformaciji (16./17. Stoletje).

### Oltarni nastavek
V noči s 6. na 7. oktober 1993 so iz stolnice ukradli več dragocenih lesenih oltarnih slik (poznosrednjeveške upodobitve svetnikov), vlomilci pa so med tem poškodovali tudi druga umetniška dela. Po več kot štirih letih mednarodne lova so karabinjerji na veliko noč 1998 zavarovali ukradeno premoženje v Emiliji-Romaniji.

### Stropna dekoracija iz 17. stoletja
Stropne slike na stranskih ladjah so iz 17. stoletja. Vzhodne obočne pole so bile oblikovane v prvi tretjini 17. stoletja v gracioznem jeziku zgodnje renesanse, kapela Flugi v jugozahodnem oboku je okrašena v slogu italijanskega baroka. Dva osrednja prehoda sta dobila stropno dekoracijo v zadnji četrtini 17. stoletja, verjetno po Johannu Christophu Gusererju († 1707).

## Orgle
Med prenovo 2001–7 so v stolnici zgradili dvoje novih orgel. Glavne orgle so bile delo Kuhnovih graditeljev orgel iz Männedorfa v kantonu Zürich. Korne orgle so zgradili Späth Organ Builders iz Rapperswila.